# Kingsfold
Kingsfold – osada w Anglii, w hrabstwie West Sussex, w dystrykcie Horsham. Leży 45 km na północny wschód od miasta Chichester i 46 km na południe od Londynu.